# CINET
CINET va ser un dels primers proveïdors d'internet a Catalunya. Es va constituir, inicialment com a departament de la Fundació Catalana per a la Recerca (FCR), l'any 1995, com una iniciativa per a promoure l'ús de les telecomunicacions en l'àmbit empresarial.
El gran creixement que experimentava internet per aquelles dates, va motivar que el departament creixés ràpidament. Per aquest motiu, l'11 de juliol de 1996, el patronat de la FCR, presidit per Josep Antoni Plana i Castellví va autoritzar la conversió de Cinet en Xarxa Cinet, com a empresa vinculada a la FCR. En les actes d'aquesta reunió no s'hi ha trobat cap al·lusió al cercador Olé, que estava programat i gestionat des de Cinet.
A més dels serveis de connexions i web, CINET oferia també assessorament en tots els aspectes necessaris per a desenvolupar l'estratègia de les empreses a través d'internet: possibilitant l'explotació del nou mitjà, desenvolupant solucions d'intranet i fomentant activitats de màrqueting relacional de les empreses.
L'any 1996 es va convertir en el primer servei en atorgar certificats electrònics a l'estat espanyol a partir d'un projecte ICE-TEL, finançat per la Comissió Europea amb un cost global de 500 milions de pessetes (uns 3 milions d'euros). Aquest projecte havia de permetre oferir tres tipus de serveis: registre d'empreses interessades en la signatura electrònica, la certificació de credencials electròniques (seguint la norma X.509 CA) per a aquestes empreses i un servei de certificació de documents: segellat de temps. Al mateix temps, CINET va desenvolupar i distribuir les eines necessàries per a les infrastructures d'autoritats de registre i va oferir la certificació i el suport per als usuaris.
L'agost del 1998 l'empresa Xarxa Cinet va entrar a formar part de l'estructura del Grup Retevisión.